# Charaxes durnfordi
Charaxes durnfordi är en fjärilsart som beskrevs av William Lucas Distant 1884. Charaxes durnfordi ingår i släktet Charaxes och familjen praktfjärilar. Inga underarter finns listade i Catalogue of Life.

## Bildgalleri

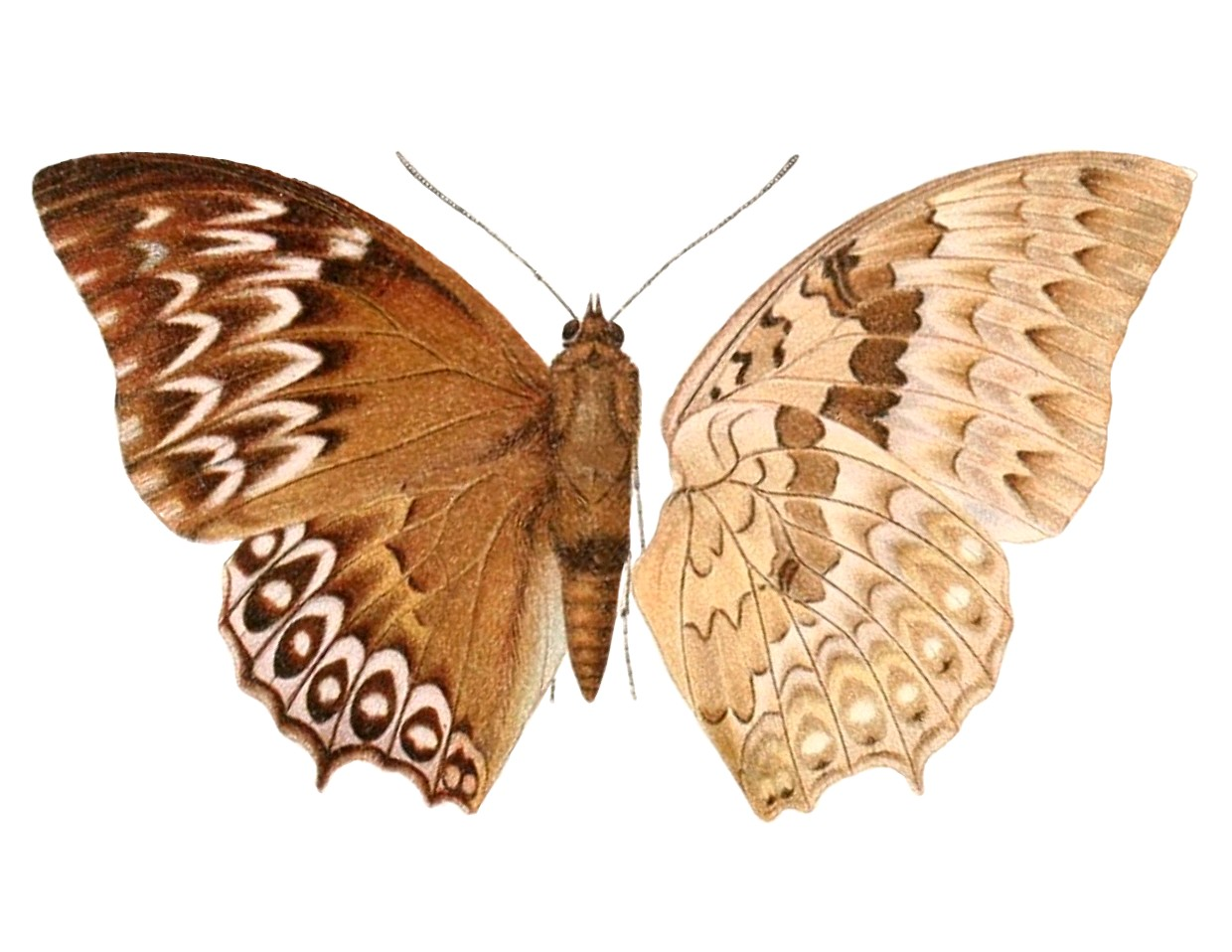
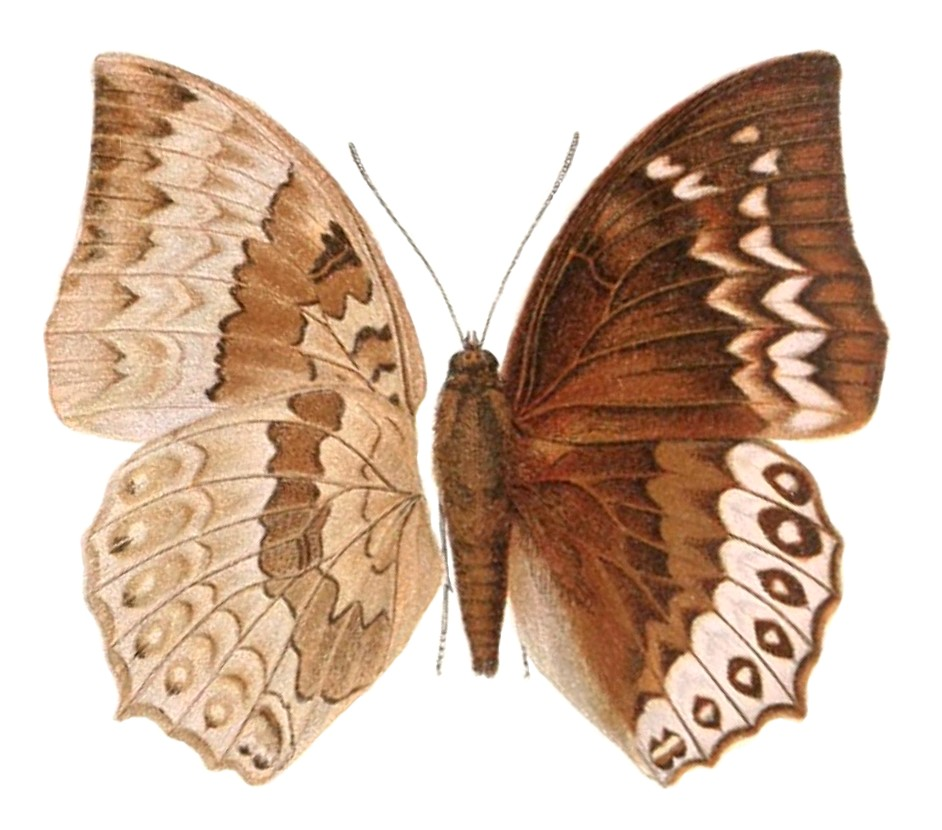